# Wayne Henderson (Fußballspieler)
Wayne Christopher Patrick Henderson (* 16. September 1983 in Dublin) ist ein ehemaliger irischer Fußballtorhüter.

## Spielerkarriere
Hendersons Karriere fing bei Cherry Orchard an, bis er 2001 zu Aston Villa wechselte. Er spielte nie für die erste Mannschaft von Aston Villa, war aber die Nummer 1 der Nachwuchsauswahl, die 2002 den FA Youth Cup gewann. Während seiner Zeit bei Villa wurde er fünf Mal ausgeliehen. Im März 2004 wurde er an den FC Tamworth ausgeliehen, zwischen April und Mai 2004 an die Wycombe Wanderers, zwischen August 2004 und Januar 2005 an Notts County und zwischen August 2005 und Januar 2006 an Brighton & Hove Albion. Seit dem 31. Januar 2007 spielte er für Preston North End.

### Internationale Karriere
Wayne spielte in seiner Karriere 6 Mal für Irland, unter anderem gegen Schweden (3:0), Chile (0:1), Tschechien (1:1) und San Marino (2:1). Die erste Berufung war für das Spiel am 1. März 2006 gegen Schweden. Bei der Junioren-Fußballweltmeisterschaft 2003 repräsentierte er die irische U-20-Auswahl.

## Privates
Die aus Dublin stammende Familie besitzt eine Torwarttradition. Sein Vater, Paddy Henderson, spielte in den 1960er Jahren für den irischen Spitzenverein Shamrock Rovers. Seine Brüder Dave und Steven spielten in den 1980ern und 1990er Jahren erfolgreich in der League of Ireland. Sein Neffe Stephen Henderson führt die Torwart-Tradition in der Familie weiter.